# Radomir Petković
Radomir Petković (ser. Радомир Петковић; ur. 26 listopada 1986) – serbski i od 2013 roku azerski zapaśnik walczący przeważnie w stylu klasycznym.  Zajął 26. miejsce na mistrzostwach świata w 2009. Brązowy medalista igrzysk śródziemnomorskich w 2005 i 2009. Drugi na mistrzostwach Europy w 2010. Siódmy w Pucharze Świata w 2013 i szósty w 2011 roku.